# Yasuaki Oshima
Yasuaki Oshima (大島 康明 Oshima Yasuaki?), född 1 september 1981 i Hyōgo prefektur, är en japansk före detta fotbollsspelare.
Oshima började sin karriär 2000 i Vissel Kobe. 2001 flyttade han till Otsuka Pharmaceutical (Tokushima Vortis). Han spelade 185 ligamatcher för klubben. Efter Tokushima Vortis spelade han för Giravanz Kitakyushu. Han avslutade karriären 2012.